# Ren’ai-Simulation
Ren’ai-Simulation (jap. 恋愛シミュレーションゲーム, ren’ai shimyurēshon gēmu, dt. „Liebessimulationsspiel“) ist ein aus Japan stammendes Computerspielgenre.

## Beschreibung
Ren’ai-Simulationen sind ein Untergenre der Ren’ai-Spiele (恋愛ゲーム, ren’ai gēmu), deren Ziel der Aufbau einer Liebesbeziehung mit meist einer von mehreren Spielfiguren ist. Ren’ai-Simulationen sind außerhalb Japans auch als Dating Sims (kurz für dating simulation) bekannt. Genauso wie der Begriff Visual Novel wird der Begriff jedoch häufig pauschal für alle Ren’ai-Spiele angewandt, unabhängig davon, ob diese einen Simulationscharakter haben oder nicht. Tatsächlich sind nur die wenigsten Ren’ai-Spiele auch Ren’ai-Simulationen; den weitaus größten Teil bilden Ren’ai-Adventures. Die Verwechslung ist sowohl im gleichen Spielziel – dem Aufbau einer romantischen Beziehung mit zumeist weiblichen Charakteren – als auch dem gleichen Erscheinungsbild – meist spritebasierte Grafiken im Anime-Stil – begründet. Beide Genres unterscheiden sich jedoch in der Spielmechanik. Bei Ren’ai-Adventures wird der Spielverlauf im Allgemeinen durch die Antworten des Spielers auf vorgegebene Fragen verändert, indem sich neue Äste im Handlungspfad auftun.
Bei Ren’ai-Simulationen müssen im Gegensatz dazu bestimmte Parameter verbessert werden, um den Spielverlauf voranzubringen. Dies können einerseits Attribute des Protagonisten sein wie Aussehen, Intelligenz, Sportlichkeit und Geld. Um mit einem Mädchen in Kontakt zu kommen oder diesen weiter auszubauen, muss der Spieler  abhängig vom Charakter des Mädchens sich neue Sachen kaufen, wiederholt lernen, Sport treiben bzw. arbeiten, um diese über einem bestimmten Schwellenwert zu verbessern. Andererseits muss der Spieler auch möglichst oft durch Reden mit dem Mädchen Interesse an ihr zeigen, woraufhin sich ihr Spielparameter der Zuneigung zum Protagonisten verbessert. Nachdem der Protagonist das Herz des Mädchens gewonnen hat, kann er in vielen Spielen „zur Belohnung“ eine Sexszene mit dieser sehen. Solche Spiele sind dann zugleich Erogē.
Einen kleineren Anteil von Ren’ai-Spielen bilden Otome-Spiele – Spiele, die für die Zielgruppe der jungen Frauen oder Mädchen gedacht sind – mit Mädchen als Protagonisten und Jungs als Objekt des Liebesinteresses; oder Boys-Love-Spiele (ボーイズラブゲーム bōizu rabu gēmu) – ebenfalls für die weibliche Zielgruppe, jedoch mit homosexuellen, männlichen Liebespaaren.

## Bekannte Vertreter
- Tokimeki Memorial (1994)
- Angelique (1994), Begründer der Otome-Spiele[1]
- Pia Carrot e Yōkoso!! (1996)
- True Love Story (1996)
- White Album (1998)
- Comic Party (1999), besitzt auch Ren’ai-Adventure-Merkmale
- Otometeki Koi Kakumei Love Revo (2006)
- Kimikiss (2006)
- Amagami (2009)
- Dream C Club (2009)
- LovePlus (2009)
- Photo Kano (2012)